# نادي الإمارات
نادي الإمارات الثقافي الرياضي، هو نادي كرة قدم محترف مقره في مدينة رأس الخيمة، الإمارات العربية المتحدة. يلعب في دوري المحترفين الإماراتي بعد صعوده من دوري الدرجة الأولى. يلعب الفريق مبارياته على أرضه في ملعب نادي الإمارات.

## تاريخ
تأسس النادي عام 1969، بعد اندماج ثلاثة فرق محلية لكرة القدم وهي: الاتحاد والأهلي والشعب تحت اسم نادي عمان. كانت هذه الفرق الثلاثة تلعب إلى جانب الأهلي والعروبة في الدوري الإماراتي، لكنهم احتلوا المركز الأخير برصيد نقطة واحدة فقط.
في أكتوبر 1982 تم تغيير اسم النادي إلى القادسية، وبعد ذلك بعامين في يوليو 1984 تم دمج القادسية مع الطليعة والنصر وأصبح النادي المعروف اليوم باسم نادي الإمارات الثقافي الرياضي.
في 29 مايو 2011 أعلن في مؤتمر صحفي بحضور الشيخ أحمد بن صقر القاسمي رئيس نادي الإمارات والشيخ محمد بن كايد القاسمي رئيس نادي رأس الخيمة وبتوجيهات من الشيخ سعود بن صقر القاسمي حاكم رأس الخيمة عن دمج ناديي الإمارات ورأس الخيمة تحت اسم نادي الإمارات بشعار جديد وباللونين الأحمر والأبيض ليكون ممثلا لإمارة رأس الخيمة، وفي 11 يونيو 2011، أعلن عن التشكيل الجديد للنادي.

## الألقاب والإنجازات
كأس رئيس دولة الإمارات
- البطل (1): 2020.

كأس السوبر الإماراتي
- البطل (1): 2010.

دوري الدرجة الأولى الإماراتي
- البطل (6): 1977–78، 1983–84، 1996–97، 2002–03، 2012–13، 2019–20.

## تشكيلة الفريق الحالية
ملاحظة: تشير الأعلام إلى المنتخب الوطني على النحو المحدد في قواعد الأهلية للفيفا. قد يحمل اللاعبون أكثر من جنسية واحدة غير تابعة للفيفا.
| الرقم | البلد                    | المركز | اللاعب                           |
| ----- | ------------------------ | ------ | -------------------------------- |
| 1     | الإمارات العربية المتحدة | حارس   | عبد الله المرزوقي                |
| 2     | الإمارات العربية المتحدة | مدافع  | عبد الرحمن علي                   |
| 3     | البرازيل                 | مدافع  | لوان أليماو                      |
| 4     | الإمارات العربية المتحدة | مدافع  | يعقوب البلوشي                    |
| 6     | غينيا بيساو              | مدافع  | ميميتو بياي U21                  |
| 7     | البرازيل                 | وسط    | ميكائيل بوركات                   |
| 8     | الإمارات العربية المتحدة | وسط    | مهند خميس (معار من نادي العروبة) |
| 9     | سلطنة عمان               | مهاجم  | سعيد عبيد                        |
| 10    | الإمارات العربية المتحدة | وسط    | عبد الله النعيمي                 |
| 11    | ساحل العاج               | مهاجم  | برنارد دومبيا                    |
| 12    | غانا                     | وسط    | بينجامين ايم                     |
| 17    | الإمارات العربية المتحدة | حارس   | سعود الحوسني                     |
| 19    | سلطنة عمان               | مدافع  | سالم الرواحي                     |
| 20    | نيجيريا                  | مدافع  | أوزور أكانوه                     |
| 22    | الإمارات العربية المتحدة | حارس   | مروان الخديم                     |

| الرقم | البلد                    | المركز | اللاعب                                  |
| ----- | ------------------------ | ------ | --------------------------------------- |
| 26    | الإمارات العربية المتحدة | مدافع  | عمر الخديم                              |
| 27    | اليمن                    | وسط    | عادل الشاذلي                            |
| 30    | الإمارات العربية المتحدة | وسط    | علي الزعابي U21                         |
| 34    | البرازيل                 | مدافع  | ياغو ليوناردو U21                       |
| 37    | الإمارات العربية المتحدة | وسط    | فهد راشد                                |
| 44    | الإمارات العربية المتحدة | وسط    | سلطان قاسم                              |
| 60    | الإمارات العربية المتحدة | وسط    | غانم أحمد (معار من نادي الوصل)          |
| 66    | الإمارات العربية المتحدة | حارس   | أحمد المرزوقي                           |
| 74    | الإمارات العربية المتحدة | مدافع  | محمد حسين U18                           |
| 80    | البرازيل                 | وسط    | دارليسون رودريغيز (معار من أولويز ريدي) |
| 88    | الإمارات العربية المتحدة | وسط    | أحمد إبراهيم هلال                       |
| 95    | البرازيل                 | مهاجم  | برونو بياو                              |
| 98    | الإمارات العربية المتحدة | وسط    | محمد خليل                               |
| 99    | الإمارات العربية المتحدة | مهاجم  | إبراهيم المسماري                        |

### المعارون
ملاحظة: تشير الأعلام إلى المنتخب الوطني على النحو المحدد في قواعد الأهلية للفيفا. قد يحمل اللاعبون أكثر من جنسية واحدة غير تابعة للفيفا.
| الرقم | البلد                    | المركز | اللاعب                          |
| ----- | ------------------------ | ------ | ------------------------------- |
| --    | الإمارات العربية المتحدة | مهاجم  | فهد بدر (معار إلى نادي بني ياس) |

## وصلات خارجية
- الموقع الرسمي